# Cavendishia violacea
Cavendishia violacea är en ljungväxtart som beskrevs av A. C. Smith. Cavendishia violacea ingår i släktet Cavendishia och familjen ljungväxter. Inga underarter finns listade i Catalogue of Life.